# Campionati del mondo di ciclismo su pista 2021 - Keirin femminile
La keirin femminile ai Campionati del mondo di ciclismo su pista 2021 si è svolta il 24 ottobre 2021.
Alla partenza sono state accreditate 24 cicliste di cui 22, appartenenti a 16 federazioni nazionali, hanno effettivamente corso.
Ogni gara era composta da 6 giri.

## Podio
| Pos.    | Atleta        | Nazionalità           |
| ------- | ------------- | --------------------- |
| Oro     | Lea Friedrich | Germania              |
| Argento | Mina Sato     | Giappone              |
| Bronzo  | Jana Tyščenko | Fed. Ciclistica Russa |

## Risultati

### Primo turno
Si qualificano per le semifinali le prime due di ogni batteria, le altre vanno ai ripescaggi.

#### Batteria 1
| Posizione | Atleta               | Nazione               | Gap         | Note        |
| --------- | -------------------- | --------------------- | ----------- | ----------- |
| 1         | Lauriane Genest      | Canada                |             | Q           |
| 2         | Jana Tyščenko        | Fed. Ciclistica Russa | +0.407      | Q           |
| 3         | Joanne Rodríguez     | Guatemala             | +0.478      |             |
| 4         | Veronika Jaborníková | Rep. Ceca             | +0.570      |             |
| 5         | Alla Bilec'ka        | Ucraina               | +0.767      |             |
| –         | Emma Hinze           | Germania              | Non partita | Non partita |

#### Batteria 2
| Posizione | Atleta           | Nazione       | Gap    | Note |
| --------- | ---------------- | ------------- | ------ | ---- |
| 1         | Martha Bayona    | Colombia      |        | Q    |
| 2         | Lea Friedrich    | Germania      | +0.041 | Q    |
| 3         | Nicky Degrendele | Belgio        | +0.117 |      |
| 4         | Mandy Marquardt  | Stati Uniti   | +0.244 |      |
| 5         | Kelsey Mitchell  | Canada        | +0.325 |      |
| 6         | Sophie Capewell  | Gran Bretagna | +0.428 |      |

#### Batteria 3
| Posizione | Atleta              | Nazione     | Gap         | Note        |
| --------- | ------------------- | ----------- | ----------- | ----------- |
| 1         | Mathilde Gros       | Francia     |             | Q           |
| 2         | Yuli Verdugo        | Messico     | +0.378      | Q           |
| 3         | Laurine van Riessen | Paesi Bassi | +0.457      |             |
| 4         | Urszula Łoś         | Polonia     | +0.477      |             |
| 5         | Madalyn Godby       | Stati Uniti | +1.048      |             |
| –         | Pauline Grabosch    | Germania    | Non partita | Non partita |

#### Batteria 4
| Posizione | Atleta                   | Nazione               | Gap    | Note |
| --------- | ------------------------ | --------------------- | ------ | ---- |
| 1         | Shanne Braspennincx      | Paesi Bassi           |        | Q    |
| 2         | Mina Sato                | Giappone              | +0.050 | Q    |
| 3         | Juliana Gaviria          | Colombia              | +0.554 |      |
| 4         | Alessa-Catriona Pröpster | Germania              | +0.619 |      |
| 5         | Dar'ja Šmelëva           | Fed. Ciclistica Russa | +0.817 |      |
| 6         | Helena Casas             | Spagna                | +1.621 |      |

### Ripescaggi primo turno
La prima di ogni batteria si qualifica alle semifinali

#### Batteria 1
| Posizione | Atleta                   | Nazione       | Gap    | Note |
| --------- | ------------------------ | ------------- | ------ | ---- |
| 1         | Madalyn Godby            | Stati Uniti   |        | Q    |
| 2         | Sophie Capewell          | Gran Bretagna | +0.129 |      |
| 3         | Joanne Rodríguez         | Guatemala     | +0.166 |      |
| 4         | Alessa-Catriona Pröpster | Germania      | +0.204 |      |

#### Batteria 2
| Posizione | Atleta           | Nazione | Gap    | Note |
| --------- | ---------------- | ------- | ------ | ---- |
| 1         | Kelsey Mitchell  | Canada  |        | Q    |
| 2         | Nicky Degrendele | Belgio  | +1.033 |      |
| 3         | Urszula Łoś      | Polonia | +2.992 |      |

#### Batteria 3
| Posizione | Atleta              | Nazione     | Gap    | Note |
| --------- | ------------------- | ----------- | ------ | ---- |
| 1         | Laurine van Riessen | Paesi Bassi |        | Q    |
| 2         | Helena Casas        | Spagna      | +0.097 |      |
| 3         | Mandy Marquardt     | Stati Uniti | +0.267 |      |
| 4         | Alla Bilec'ka       | Ucraina     | +0.360 |      |

#### Batteria 4
| Posizione | Atleta               | Nazione               | Gap    | Note |
| --------- | -------------------- | --------------------- | ------ | ---- |
| 1         | Dar'ja Šmelëva       | Fed. Ciclistica Russa |        | Q    |
| 2         | Veronika Jaborníková | Rep. Ceca             | +0.045 |      |
| 3         | Juliana Gaviria      | Colombia              | +1.311 |      |

### Semifinali
Si qualificano per la finale le prime tre atlete di ogni batteria, le altre si qualificano per la finale di consolazione.

#### Semifinale 1
| Posizione | Atleta              | Nazione               | Gap    | Note |
| --------- | ------------------- | --------------------- | ------ | ---- |
| 1         | Lea Friedrich       | Germania              |        | Q    |
| 2         | Madalyn Godby       | Stati Uniti           | +0.056 | Q    |
| 3         | Dar'ja Šmelëva      | Fed. Ciclistica Russa | +0.144 | Q    |
| 4         | Shanne Braspennincx | Paesi Bassi           | +0.178 |      |
| 5         | Lauriane Genest     | Canada                | +0.199 |      |
| 6         | Yuli Verdugo        | Messico               | +0.273 |      |

#### Semifinale 2
| Posizione | Atleta              | Nazione               | Gap    | Note |
| --------- | ------------------- | --------------------- | ------ | ---- |
| 1         | Kelsey Mitchell     | Canada                |        | Q    |
| 2         | Jana Tyščenko       | Fed. Ciclistica Russa | +0.614 | Q    |
| 3         | Mina Sato           | Giappone              | +0.729 | Q    |
| 4         | Mathilde Gros       | Francia               | +0.791 |      |
| 5         | Martha Bayona       | Colombia              | +0.851 |      |
| 6         | Laurine van Riessen | Paesi Bassi           | +0.869 |      |

### Finali

#### Finale di consolazione
| Posizione | Atleta              | Nazione     | Gap         | Note        |
| --------- | ------------------- | ----------- | ----------- | ----------- |
| 7         | Shanne Braspennincx | Paesi Bassi |             |             |
| 8         | Martha Bayona       | Colombia    | +0.042      |             |
| 9         | Mathilde Gros       | Francia     | +0.170      |             |
| 10        | Lauriane Genest     | Canada      | +0.205      |             |
| 11        | Laurine van Riessen | Paesi Bassi | +0.532      |             |
| 12        | Yuli Verdugo        | Messico     | Non partita | Non partita |

#### Finale per l'oro
| Posizione | Atleta          | Nazione               | Gap         | Note        |
| --------- | --------------- | --------------------- | ----------- | ----------- |
| 1         | Lea Friedrich   | Germania              |             |             |
| 2         | Mina Sato       | Giappone              | +0.068      |             |
| 3         | Jana Tyščenko   | Fed. Ciclistica Russa | +0.184      |             |
| 4         | Madalyn Godby   | Stati Uniti           | +0.331      |             |
| 5         | Kelsey Mitchell | Canada                | +0.357      |             |
| 6         | Dar'ja Šmelëva  | Fed. Ciclistica Russa | Non partita | Non partita |